# Linea McMahon

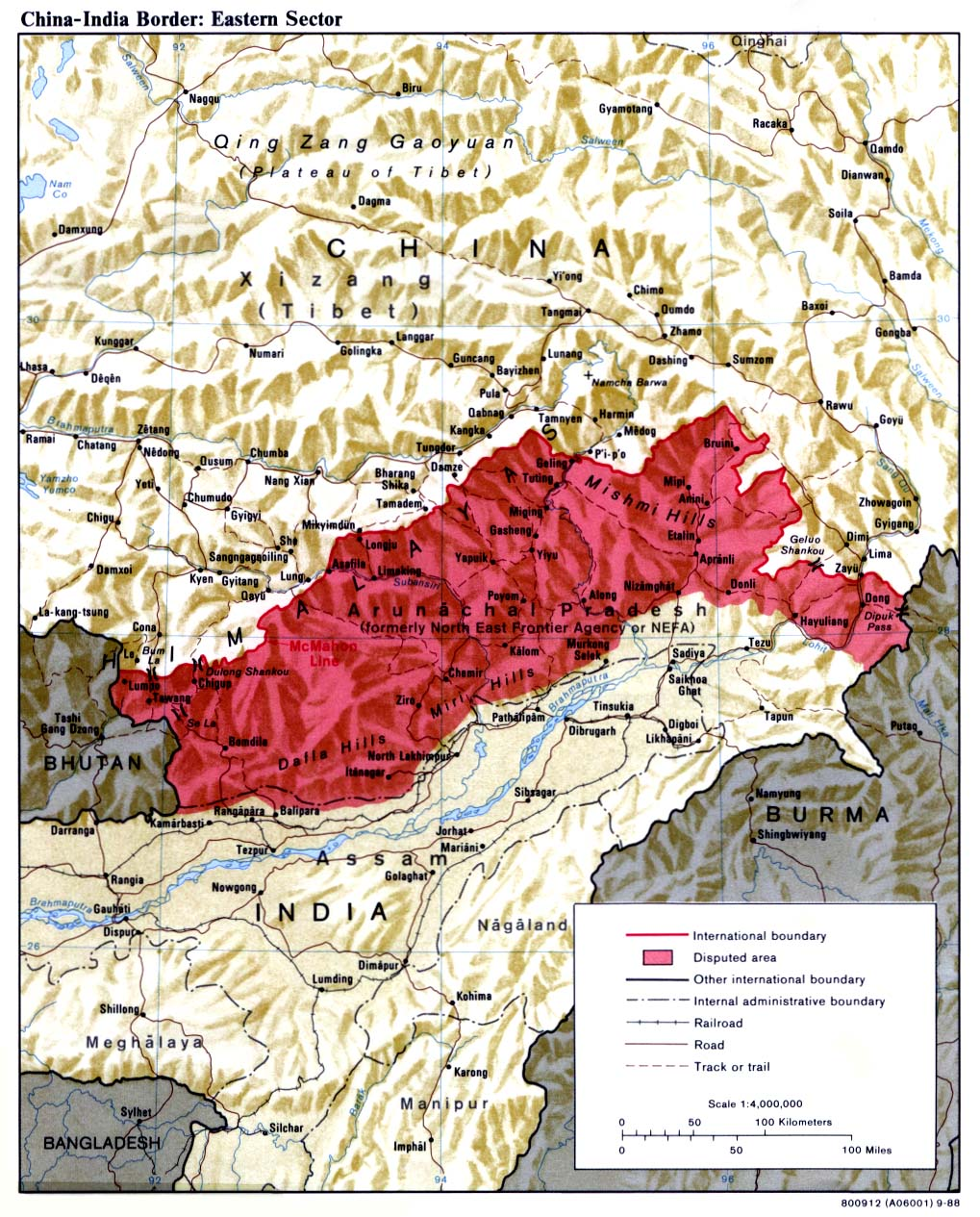
La linea McMahon forma la frontiera nord dell'Arunachal Pradesh (in rosso) nell'Himalaia est amministrato dall'India ma rivendicato dalla Cina. L'area fu al centro della guerra sino-indiana del 1962.

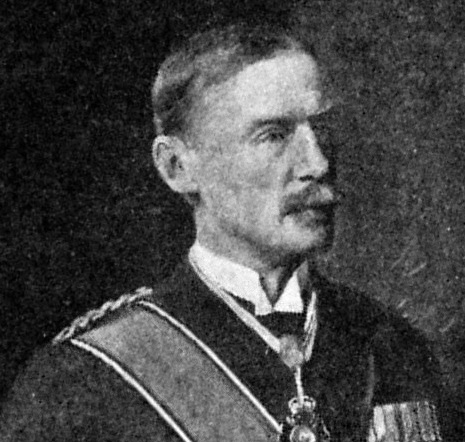
Henry McMahon

La Linea McMahon (McMahon Line in inglese) è il confine effettivo tra India e Cina che si estende per 890 chilometri dal Bhutan a ovest e per 260 chilometri dalla grande ansa del Brahmaputra ad est, attraversando in larga parte le cime dell'Himalaya. Non è riconosciuta dalla Cina ed è fonte di dispute territoriali.

## Storia
La linea prende nome dal diplomatico britannico Sir Henry McMahon, plenipotenziario nelle trattative che nel luglio 1914 portarono il Governo britannico e quello tibetano a firmare l'Accordo di Simla, un trattato bilaterale che stabiliva lo status indipendente del Tibet e, con i suoi annessi, fissava il confine tra Tibet e Cina e quello tra Cina e India britannica. 
Durante i lavori della conferenza di Simla una mappa in scala ridotta del confine indo-tibetano venne annessa alla proposta di accordo ma non fu discussa dai cinesi e non messa alla loro attenzione nella sua versione in scala più dettagliata. Fonti indiane attestano che il plenipotenziario cinese non espresse il proprio disaccordo quando gli venne sottoposta la proposta. Fonti britanniche degli anni dieci avrebbero invece confermato che l'accordo sul confine non era noto ai cinesi e pertanto il Governo britannico inizialmente non riconobbe gli accordi presi da McMahon in quanto contrastanti con la Convenzione anglo-russa del 1907, che riconosceva il rapporto di suzeraineté del Tibet con la Cina e imponeva a entrambi i paesi di non intraprendere negoziati con il Tibet senza l'intermediazione del Governo cinese.
Si ritiene che gli accordi di confine decisi durante la conferenza di Simla furono pubblicati per la prima volta nell'edizione degli 1929 Aitchison's Treaties (anche se alcuni studiosi ritengano che furono aggiunti in un secondo momento). La Convenzione anglo-russa era stata concordemente abbandonata nel 1921 dal governo sovietico e da quello britannico ma l'Accordo di Simla venne sostanzialmente dimenticato e soltanto nel 1937 il Survey of India, istituto cartografico e topografico nazionale indiano, pubblicò una mappa dettagliata in cui la Linea McMahon era disegnata come confine ufficiale.

## Le dispute territoriali
Alla fine degli anni cinquanta la linea McMahon divenne fonte di tensioni tra cinesi e indiani perché i primi contestavano il fatto che il Tibet, non essendo mai stato un Paese indipendente, non avrebbe potuto siglare un trattato per delineare una frontiera internazionale e rivendicavano una diversa linea di confine, la cosiddetta Linea attuale di controllo. Nell'ottobre 1962 la disputa territoriale provocò un breve ma intenso conflitto noto come guerra sino-indiana.